# Diocèse du Guyana

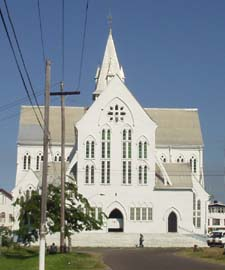
Cathédrale Saint-George de Georgetown au Guyana.

Le diocèse du Guyana est une juridiction de la Communion anglicane appartenant à l'Église dans la province des Antilles couvrant le territoire du Guyana. Il a été érigé en 1842. Son siège est à la cathédrale Saint-George de Georgetown et son actuel titulaire est Alfred David.